# 大清坊
大清坊又称大清坊酒，是河北圍場縣四合永镇出产的一种白酒，采用的“乌拉岱”酿酒技艺距今已有300年历史。大清坊乃以玉米、大黄米、莜麦、苦荞麦等为原料，选用本地的玉米、高粱、黍子等粮食，采用地下248米的深岩层水，使用满族传统酿酒技艺和历史传承下来的石锅酿制。2018年5月13日，河北承德举办大清坊·石锅香封坛大典暨首届围场满族酒文化艺术节。